# Cotoneaster nummularius
Cotoneaster nummularius là loài thực vật có hoa trong họ Hoa hồng. Loài này được Fisch. & C.A. Mey. mô tả khoa học đầu tiên.